# Akrotiri-Halbinsel (Zypern)
Die Akrotiri-Halbinsel ist eine kleine Halbinsel und der südlichste Teil der Insel Zypern.

## Geographie
Im Westen wird die Halbinsel von der Episkopi-Bucht und im Osten von der Akrotiri-Bucht begrenzt, im südwestlichen Teil der Insel befindet sich das Kap Zevgari und im südöstlichen Teil Kap Gata. Am Kap Gata wurde ein Leuchtturm errichtet, der mit einer Feuerhöhe von 58 m eine Reichweite von 15 Seemeilen (27,8 km) besitzt. Er wurde 1864 mit einem gemauerten achteckigen Grundriss errichtet.
In der Mitte der Halbinsel liegt der Limassol Salt Lake. Er ist das größte Binnengewässer Zyperns, der See gehört zu den wichtigsten Feuchtbiotopen im östlichen Mittelmeerraum.
Im Winter füllt sich der 10,65 Quadratkilometer große See mit Wasser und bietet Zugvögeln von November bis März eine Heimat, darunter tausenden von Rosaflamingos, Kranichen, Greifvögeln und Zug-Watvögeln, für letztere stellt der See mit einer Tiefe von größtenteils etwa dreißig Zentimetern einen angenehmen Zwischenstopp dar. Der tiefste Punkt des Sees liegt 2,7 Meter unter dem Meeresspiegel und die größte Wassertiefe beträgt etwa einen Meter.
Der grundlegende Bestandteil in der Nahrungskette des Ökosystems rund um den Salzsee ist der kleine Feenkrebs, von ihm hängt der Rest des Ökosystems See sehr stark ab. Finden Flamingos und andere Wasservögel keine Feenkrebse, verlassen sie den Salzsee und setzen ihre Reise zum Salzsee von Larnaka oder südlich in Richtung Afrika fort.
Mit einem geringeren Salzgehalt als der Salzsee von Larnaka ist der von Röhricht gesäumte Salzsee von Akrotiri ein wichtiger natürlicher Lebensraum.
Am südlichen Ende der Halbinsel befindet sich das Dorf Akrotiri, es ist mit seinen knapp 680 Einwohnern die einzige größere zivile Siedlung innerhalb des britischen Übersee-Territoriums Akrotiri und Dekelia ist. Im Osten des Dorfes befindet sich der Hafen Akrotiri. Er besteht aus einem kleinen Fischereihafen zwei Kilometer südwestlich von Akrotiri an der Episkopi Bay. ⊙ und einem größeren Schutzhafen fünf Kilometer östlich von Akrotiri. Er war ursprünglich als Anlegestelle für Patrouillen- und Zollboote eingerichtet, durch den Bedarf der an Möglichkeiten für den Warenumschlag für die britischen Streitkräfte wurde der Hafen erweitert und verfügt inzwischen über einen zweiten Kai für RoRo-Schiffe.

## Politik
Politisch gehört die Halbinsel zum britischen Übersee-Territorium Akrotiri und Dekelia mit der Western Sovereign Base Area (Akrotiri) und der Eastern Sovereign Base Area (Dhekelia). Die Verwaltung befindet sich in Episkopi Cantonment. Nominelles Oberhaupt der Verwaltung ist der Kommandeur der Britischen Streitkräfte auf Zypern. Seit dem 25. September 2019 hat Generalmajor Robert Thomson diese Position inne. Beim Tagesgeschäft wird er von einem Chief Officer unterstützt, der den Kommandeur auch in politischen und zivilrechtlichen Frage berät.
Die BBC hat eine Sendeanlage auf der Halbinsel.

## Militär
Auf der Halbinsel befinden sich mehrere Einrichtungen der britischen Streitkräfte.

### RAF Akrotiri
Die Royal Air Force Station Akrotiri wurde 1956 errichtet. Seit 1972 ist mit der No. 84 Squadron eine Search-and-Rescue-Staffel stationiert, die aktuell mit der Bell Griffin HAR2 ausgerüstet ist. Zusätzlich befindet sich seit dem Einsatz gegen die IS-Miliz die No. 903 Expeditionary Air Wing auf der Basis, zunächst war die Einheit mit Tornado-Kampfflugzeugen ausgerüstet, bis sie 2019 durch Eurofighter Typhoon ersetzt wurden.
Eine weitere Einheit ist das 1st Detachment der 9th Reconnaissance Wing der US Air Force, die mit der U-2 Aufklärungsflüge von der Basis aus durchführt.
Neben diesen Einheiten befinden sich während der Wintermonate die Red Arrows, die Kunstflugstaffel der Royal Air Force auf der Basis.

## Archäologie
Im Dezember 2018 wurde während der zwölften Ausgrabungssaison der zypriotischen Altertumsbehörde an der Stätte von Katalymata ton Plakoton eine byzantinische Kirche () mit gut erhaltenen Mosaiken samt Inschriften aus der Regierungszeit von Kaiser Heraklius entdeckt, wie die Athener Nachrichtenagentur Macedonia News Agency berichtete. Die griechische christliche Inschrift beschrieb einen Text „Mein Herr hilf denen, die deinen Namen ehren“.

## Einzelbelege
1. ↑  Beschreibung des Leuchtturms. The Lighthouse Directory, abgerufen am 30. Mai 2021.
2. ↑  Kurzbeschreibung des Sees. Abgerufen am 30. Mai 2021.
3. ↑  Neuer Kommandeur für die Britischen Streitkräfte auf Zypern ernannt. (PDF) The London Gazette, abgerufen am 30. Mai 2021.
4. ↑  Verwaltung der SBAA. Sovereign Base Areas Administration, abgerufen am 30. Mai 2021.
5. ↑  Eurofighter ersetzen Tornados. BBC, abgerufen am 30. Mai 2021.
6. ↑  9th Reconnaissance Wing. US Air Force, abgerufen am 31. Mai 2021.